# Розкриття продуктивного пласта
Розкриття продуктивного пласта (рос. вскрытие [продуктивного] пласта; англ. tailing-in, drilling-in of a payout bed; нім. Abbohren n der [produktiven] Schicht) — у нафтогазовидобуванні — комплекс робіт, який забезпечує гідрогазодинамічний зв'язок свердловини з продуктивним (нафтовим, газовим) пластом. Продуктивність свердловин в значній мірі залежить від досконалості розкриття пласта.

## Загальна характеристика
Виділяють Р.п.п. бурінням і перфорацією. Тобто розрізняють первинне і вторинне розкриття продуктивного горизонту. Під первинним розкриттям розуміється процес розбурювання продуктивного горизонту долотом. Вторинне розкриття  процес зв'язку внутрішньої порожнини свердловини з продуктивним горизонтом (перфорація свердловин).
Передбачає технологічні процеси входження стовбура свердловини в нафтогазопродуктивний пласт (первинне розкриття, розкриття бурінням) і забезпечення гідродинамічного сполучення стовбура свердловини, обсадженого зацементованою колоною обсадних труб (експлуатаційною колоною) з пластом за допомогою перфорації (вторинне розкриття, розкриття перфорацією). Продуктивний пласт можна розкрити бурінням або разом з вищезалеглими пластами, або після буріння і кріплення стовбура свердловини до його покрівлі. В обох випадках вибій свердловини може бути відкритим (не обсадженим колоною труб) стовбуром, фільтром чи перфорованою колоною. Перфорація колон здійснюється після обсадження стовбура свердловини обсадними трубами, подальшого цементування їх (реалізована в понад 90 % свердловин усього фонду). Розрізняють стріляючу (кулеву, кумулятивну, торпедну) та гідропіскоструминну (інакше абразивну) перфорації, а також безперфораторні (свердлильні) способи розкриття продуктивного пласта.
Технологія розкриття продуктивного пласта значно впливає на умови освоєння і визначає продуктивну характеристику свердловини.
Методи розкриття пласта залежать від поточного пластового тиску, характеристики продуктивного пласта й інших чинників.
При розкритті продуктивного пласта повинно бути не допущено відкрите фонтанування свердловини і в той же час повинні бути збережені природні фільтраційні властивості порід привибійної зони. Якщо проникність порід мала, вживають заходів до поліпшення фільтраційних властивостей привибійної зони свердловини шляхом застосування різних методів інтенсифікації припливу флюїду.

## Розкриття [продуктивного] пласта [бурінням]
Розкриття [продуктивного] пласта бурінням — буріння стовбура свердловини в інтервалі запланованого для розробки продуктивного (нафтового, газового) пласта.
Спосіб розкриття продуктивного об'єкта вибирають у залежності від його геологічної характеристики, пластового тиску, вибійної температури, кінцевого діаметра колони, виду і характеру пластового флюїду.
Розкриття продуктивних пластів з розмитою покрівлею, з літолого-фаціальними характеристиками і будовою, які різко змінюються, та з метою зменшення тривалості контакту промивної рідини з продуктивними породами, здійснюється ступінчастим методом, тобто первісне розкриття проводиться пілотним стовбуром мінімально можливого діаметра.
Після проведення у свердловині комплексу промислово-геофізичних досліджень з уточнення місцезнаходження покрівлі, будови пласта і приймають рішення щодо конструкції вибою. Зокрема при відкритому вибої пілотний стовбур свердловини розширюють, опускають обсадну колону до покрівлі, а відтак розширюють пілотний стовбур в інтервалі продуктивного пласта до проектного діаметра.
Продуктивні пласти з низькими пластовими тисками і проникністю доцільно розкривати при герметизованому гирлі з використанням аерованих рідин, газоподібних аґентів, пінних систем, а також з використанням спеціальних рідин. Якщо коефіцієнт аномалії пластового тиску знаходиться в діапазоні 0,9 < kа < 1,0, то забезпечити необхідне зниження тиску стовпа рідини можна застосуванням рідин на вуглеводневій основі. При коефіцієнті аномалії kа < 0,9 необхідно використовувати аеровані промивні рідини, піну чи газоподібні аґенти.
У нафтогазопромисловій практиці для розкриття продуктивних пластів найбільш широко використовуються: вода, оброблена ПАР; глинисті розчини, оброблені ПАР (у залежності від конкретних геолого-фізичних умов вони можуть бути термостійкими, хлоркальцієвими, емульсійними тощо); безглинисті рідини (крейдові, полімерні); безводні рідини (нафта, дизельне пальне, різні суміші мазутів з низкою густиною); інертні емульсійні розчини; вапнисто-бітумні розчини; суміш дизельного пального, окисненого бітуму та вапна (може бути оброблена ПАР — сульфанолом у кількості 1-3 % від загального об'єму, у випадку необхідності вводиться барит); гідрофобні емульсійні розчини (суміші дизельного пального, бітумного порошку, меленого негашеного вапна з водою у співвідношенні 1: 1 чи 1: 1,5, де дисперсійним середовищем є вуглеводневий компонент, дисперсною фазою — вода).

## Розкриття [продуктивного] пласта перфорацією
Розкриття [продуктивного] пласта перфорацією — створення отворів у експлуатаційній колоні і цементному камені з допомогою перфоратора. Найбільше поширення набули кумулятивні перфоратори, які створюють отвори в обсадній трубі, цементному кільці і породі сфокусованими струменями газів, що виникають під час вибуху кумулятивних зарядів. Кумулятивні перфоратори опускають у нафтову чи газову свердловину в заданий інтервал на кабелі чи на насосно-компресорних трубах (НКТ). Перфоратори підривають з допомогою детонувального шнура, з'єднаного із запалювальною головкою.
Використовуються перфоратори таких типів.
1. Корпусні перфоратори — кумулятивні заряди і засоби вибухання ізольовані від зовнішнього середовища, знаходяться всередині сталевого корпуса, який після вибуху витягують на поверхню: ПК — перфоратор багаторазового використання; має товстостінний сталевий корпус з отворами, що розташовані навпроти зарядів (розрахований на 30–40 вибухів); ПКО — перфоратор одноразового використання з тонкостінним корпусом у вигляді труби; ПНК — перфоратор, який приводиться в дію тиском рідини; опускається у свердловину на колоні НКТ.
2. Безкорпусні перфоратори: ПКС — стрічковий кумулятивний перфоратор із зарядами у скляних оболонках, які монтуються в гніздах металевих стрічок, що руйнуються під час вибуху; КПРВ — кумулятивний перфоратор, що руйнується; має заряди в алюмінієвих оболонках, які з допомогою обойм зібрані в довгі гірлянди (видовжений). Після вибуху на вибій свердловини осідають уламки (12 кг на 100 зарядів), які розчиняються в 25-35%-ному розчині каустичної соди; ПР — перфоратор, що руйнується; може опускатися у свердловину всередині колони НКТ, коли розкриття пласта здійснюють з депресією тиску.
3. Кульові перфоратори залпової дії типу ПВП-90Т; ПВТ-73; ПВК-70.
4. Гідропіскоструминні перфоратори, які являють собою товстостінну трубу з розташованими на боковій поверхні насадками. Перфоратор опускають в інтервал перфорації, здійснюють промивання, потім скидають кулю, яка перекриває отвір у башмаку перфоратора, а рідина спрямовується в насадки, з яких витікає зі швидкістю 130—200 м/с.
У рідину-пісконосій уводять кварцовий пісок. Витікаючи з насадок, високошвидкісні струмені пробивають отвори в обсадній трубі, цементному кільці і гірській породі. В залежності від глибини свердловини, діаметра коноїдальних насадок і швидкості витікання струменя глибина перфораційних каналів, які мають грушеподібну форму, може сягати 200—500 мм. Пересовуючи перфоратор з певною швидкістю у свердловині чи обертаючи його, можна одержати канали у вигляді вертикальної чи горизонтальної щілини необхідної довжини.

## Періоди розробки
Період розробки безводний — частина періоду (тривалість часу від початку розробки), коли із покладу (експлуатаційного об'єкта) під час витіснення нафти (газу) із пластів водою одержується продукція практично без води.
Період розробки основний — період, протягом якого видобувається основна частина видобувних запасів корисної копалини. Наприклад, при нафтовидобуванні П.р.о. включає першу, другу і третю стадії розробки нафтового експлуатаційного об'єкта, протягом якого відбирається основна частина видобувних запасів нафти (80-90 %) за порівняно високих середніх темпів відбирання нафти.
Період розробки пізній — третя і четверта стадії розробки нафтового експлуатаційного об'єкта, яка характеризується падінням видобутку нафти (газу).

## Випробування перспективних горизонтів
Одним з найважливіших завдань при бурінні на мало вивчених площах є виявлення горизонтів, в яких вміщується нафта чи газ, та оцінка промислових запасів вуглеводнів у них. У значній мірі задача вивчення нафтогазоносних горизонтів вирішується проведенням геофізичних досліджень. Проте кінцевий висновок про можливість одержання припливу нафти або газу і промислової цінності покладу можна зробити лише на основі випробовування об'єкта.
До задач випробування перспективних горизонтів належить:
1. одержання припливу пластового флюїду з даного об'єкта;
2. відбір проби флюїду для проведення лабораторного аналізу;
3. вимірювання початкового пластового тиску;
4. оцінка колекторських властивостей пласта;
5. оцінка ступеня забрудненості пристовбурової зони пласта;
6. оцінка продуктивності об'єкта;
7. оцінка можливих запасів вуглеводнів.
Суть випробування полягає в:
1. ізоляції перспективного об'єкта від всіх інших проникних горизонтів і від впливу тиску стовпа промивальної рідини, якою заповнена свердловина;
2. створенні достатньо великої різниці між пластовим тиском у даному об'єкті і тиском у свердловині з метою одержання припливу пластового флюїду;
3. вимірюванні об'ємної швидкості припливу і характеру зміни тиску в свердловині проти даного об'єкту протягом всього періоду випробування;
4. відборі достатньої кількості проби пластового флюїду для його дослідження.
Конкретний об'єм задач, які ставляться при випробуванні того чи іншого горизонту, залежить від призначення свердловини, перспективності об'єкта, способу випробування, стійкості порід у незакріпленій частині стовбура, складу та властивостей обладнання і апаратури, що є на озброєнні підприємства, кваліфікації інженерного персоналу та інших факторів.
Існує два способи випробування:
1. у процесі буріння, безпосередньо після розкриття перспективного горизонту — спосіб «зверху-вниз»;
2. після закінчення буріння і кріплення свердловини — спосіб «знизу-вверх».
Випробування в процесі буріння є найефективнішим, оскільки дозволяє одержати найвірогіднішу початкову інформацію про даний пласт, поки пристовбурова зона об'єкта ще суттєво не забруднена, а також зменшити вартість свердловини завдяки тому, що:
а) якщо випробувані об'єкти є непродуктивні, то відпадає необхідність спуску і цементування обсадної колони для їх розмежування;
б) якщо непродуктивною є частина об'єктів, то відпадає необхідність їх детального випробування після кріплення свердловини і перфорації обсадної колони, а також встановлення ізоляційних мостів на період випробування.
До випробування пластів після закінчення буріння свердловини і спуску обсадної колони вдаються у випадках:
а) якщо породи надто нестійкі і ефективне випробування в процесі буріння неможливе через небезпеку прихоплювання випробувача або ненадійність розмежування даного об'єкта від інших проникних об'єктів і влив тиску стовпа промивальної рідини в свердловині;
б) якщо апаратура непридатна для випробування даного об'єкта, наприклад, внаслідок надмірно високої пластової температури.
Для випробування об'єктів використовують спеціальні апарати, які можна розділити на три групи:
1. апарати, які спускаються в свердловину на каротажному кабелі;
2. апарати, які спускаються в свердловину з допомогою бурильних труб — пластовипробувачі;
3. апарати, які спускають всередину колони бурильних труб безпосередньо перед початком випробування об'єкта.
Апарати першої і третьої груп доцільно використовувати як оперативні засоби для одержання первинної інформації про вміст флюїду в тому чи іншому об'єкті. Пластовипробувачі, як правило, використовують на об'єктах, наявність нафти або газу в яких підтверджено даними оперативних методів і промислової геофізики. Їх також доцільно застосовувати тоді, коли немає впевненості в достовірності даних промислової геофізики і оперативних способів випробування.

## Розкриття газового пласта
Розкриття газового пласта ‒ завершальний процес буріння свердловини.
Технологія розкриття продуктивного пласта значно впливає на умови освоєння і визначає продуктивну характеристику свердловини.
Методи розкриття пласта залежать від поточного пластового тиску, характеристики продуктивного пласта й інших чинників.
При розкритті продуктивного пласта повинно бути не допущено відкрите фонтанування свердловини і в той же час повинні бути збережені природні фільтраційні властивості порід привибійної зони. Якщо проникність порід мала, вживають заходів до поліпшення фільтраційних властивостей привибійної зони свердловини шляхом застосування різних методів інтенсифікації припливу газу. Крім того, газові інтервали пласта, розкривають таким чином, щоб гарантувати тривалу безводну експлуатацію свердловин, найкращі умови припливу газу з кожного пропластка й отримання мінімальних коефіцієнтів фільтраційного опору. Крім того, повинен забезпечуватися максимальний коефіцієнт газовіддачі.
Попередження відкритого аварійного фонтанування забезпечується протитиском стовпа промивальної рідини на вибій. Для цього, як правило, необхідно, щоб тиск стовпа промивальної рідини в стовбурі свердловини на вибій на 10 ‒ 15 % перевищував очікуваний вибійний тиск. Це досягається шляхом застосування промивальної рідини відповідної густини: наприклад, використовують крейдяний розчин з домішками бариту або гематиту. При низькій якості промивальної рідини вода з неї фільтрується в пласт на глибину від декількох сантиметрів до метра і більше. На стінках стовбура утворюється щільна глиниста кірка, яку важко видалити. Відзначимо, що проникність глинистої кірки як правило на два порядки нижча проникності пласта. Наявність глинистої кірки і води, що відфільтрувалась у пласт, різко знижує продуктивну характеристику привибійної зони свердловини. Тому при розкритті продуктивного горизонту необхідно звертати особливу увагу на якість промивальної рідини: водовіддача повинна бути мінімальною ‒ до 2 ‒ 3 см3 за 30 хв; в’язкість в межах 18 ‒ 25 сек за показаннями стандартного віскозиметра; товщина утвореної кірки на стінках свердловин не повинна перевищувати 2 ‒ 3 мм. Часто застосовують рідини з добавками КМЦ (карбоксил-метил-целюлоза) тощо.
При розкритті пласта буріння свердловини ведуть з невеликою швидкістю поглиблення. Для попередження можливих викидів промивальної рідини і, як наслідок, аварій контролюють заповнення свердловини до гирла промивальною рідиною, особливо при спуско-підіймальних операціях.
При наявності в продуктивному інтервалі глинистих прошарків необхідно вживати заходи по недопущенню розбухання глин, щоб уникнути погіршення продуктивної характеристики свердловини й ускладнень при її експлуатації.
При розкритті пластів з тиском нижчим гідростатичного з метою попередження заглинизування та інфільтрації води в пласт застосовують промивальні рідини на нафтовій основі, а також поверхнево-активні речовини (ПАР) і різні домішки.
Крім того, при розкритті продуктивного пласта можна використовувати продування вибою газом. Гирло свердловини повинно бути обладнане противикидним пристроєм ‒ превентором. Найкращі результати дає застосування обертових превенторів. У газових свердловинах до розкриття продуктивних пластів передбачається спуск проміжної колони або кондуктора на глибину, що виключає можливість розриву порід при закритті превентора в разі викиду газу. На газових родовищах з великим поверхом газоносності і аномально високим пластовим тиском спускають додаткові проміжні колони для забезпечення можливості проходження всього поверху газоносності без поглинання промивної рідини і запобігання пов’язаних з цим викидів. До розкриття газового пласта проміжною колоною або кондуктором перекриваються породи, які поглинають промивальну рідину, а також породи, сполучені з денною поверхнею. Підошви колон встановлюються в щільних непроникних породах. Якщо для очищення вибою від шламу використовують газ або повітря, свердловину обладнують спеціальним обертовим превентора. Це необхідно також і при значній тріщинуватості порід і великому вмісті в них пустот.
Продуктивний пласт розкривають повністю або частково. Якщо в даному інтервалі або на ділянці пласта не зустрічаються підошовні або контурні води і не очікується їх надходження в процесі розробки, пласт слід розкрити на повну потужність, у іншому випадку розкривається лише його частина. Завдання по розкриттю потужності пласта і вибору робочого дебіту є техніко-економічним і вирішується шляхом оцінки різних варіантів та вибору з них оптимального.
Залежно від характеристики порід привибійної зони пласта (ступеня стійкості при очікуваному дебіті, наявності підошовної води і води в пропластках між горизонтами, що об’єднуються, пластових тисків тощо) вибирається відповідне обладнання вибою газової свердловини. Якщо привибійна зона складена стійкими породами (пісковиками, вапняками, ангідридами), то продуктивний пласт сполучається зі свердловиною відкритим вибоєм. У цьому випадку експлуатаційну колону спускають до покрівлі продуктивного пласта у водонепроникний пропласток і цементують до гирла.
При наявності стійких колекторів вибій обладнують також фільтром або хвостовиком. У цьому випадку фільтри виготовляють із стандартних труб, на яких фрезерують вертикальні щілини шириною від 0,75 до 3 мм, залежно від фракційного складу піску, що складає продуктивний пласт. Якщо діаметри фільтра і експлуатаційної колони рівні, фільтр спускають одночасно з колоною після розкриття свердловини на повну глибину. Цементування здійснюють від покрівлі продуктивного пласта і вище. Якщо діаметр фільтра менший від діаметра експлуатаційної колони, то експлуатаційну колону спускають до покрівлі продуктивного горизонту і цементують, потім бурять свердловину до проектної глибини і обладнують її фільтром-хвостовиком. Фільтр спускають у свердловину на бурильних трубах з перехідником який має ліву різьбу. Перехідник нагвинчують на спеціальну муфту з конічною різьбою. Після спуску і установки фільтра на вибої, бурильні труби від’єднують обертаючи вправо та витягують із свердловини.
Якщо привибійна зона свердловини складена пісками або пісковиками, які починають руйнуватися при невеликих депресіях на пласт, вибій свердловини обладнують спеціальними гравійно-намивними фільтрами. У привибійну зону можна також закачувати спеціальні смоли або пластмаси, в яких після затвердівання залишаються фільтрації властивості. Найбільш поширений спосіб закачування смол у свердловини на підземних сховищах газу, які створені у водоносних пластах.